# Ken Knighton
Kenneth Knighton, più conosciuto con il diminutivo Ken Knighton (Darton, 20 febbraio 1944) è un allenatore di calcio ed ex calciatore inglese, di ruolo difensore.

## Carriera

### Giocatore
Esordisce tra i professionisti nella stagione 1964-1965 quando, all'età di 20 anni, gioca 4 partite nella prima divisione inglese con la maglia del Wolverhampton, club in cui già aveva giocato per un quadriennio nelle giovanili; rimane ai Wolves anche nella stagione 1965-1966 e nella prima parte della stagione 1966-1967, nelle quali gioca in totale 12 partite nella seconda divisione inglese. Trascorre poi la seconda parte della stagione 1966-1967 e la prima parte della stagione 1967-1968 all'Oldham Athletic, con cui realizza 4 reti in 45 presenze nella terza divisione inglese. Passa poi al Preston N.E., con cui nell'arco di una stagione e mezzo mette a segno 3 reti in 62 partite nella seconda divisione inglese.
Nell'estate del 1969 viene ceduto al Blackburn, altro club di seconda divisione, con cui gioca per un biennio totalizzando complessivamente 70 presenze ed 11 reti in partite di campionato. Dal 1971 al 1973 e dal 1973 al 1975 gioca sempre in seconda divisione, prima con l'Hull City e poi con lo Sheffield Weds, con cui infine gioca anche una stagione (la 1975-1976, peraltro la sua ultima in carriera) in terza divisione.

### Allenatore
Terminata la carriera da giocatore rimane allo Sheffield Wednesday con il ruolo di vice allenatore; il 7 giugno 1979 diventa allenatore del Sunderland, con cui nella stagione 1979-1980 conquista una promozione dalla seconda alla prima divisione; l'anno seguente allena in quest'ultima categoria, venendo però esonerato il 1º aprile 1981, a poche settimane dalla fine del campionato. Il 13 ottobre 1981 subentra a campionato iniziato sulla panchina del Leyton Orient, club di seconda divisione, con cui conclude la Second Division 1981-1982 all'ultimo posto in classifica (con conseguente retrocessione in terza divisione), venendo poi esonerato a fine stagione.